# Dipsacaster magnificus
Dipsacaster magnificus is een kamster uit de familie Astropectinidae.
De wetenschappelijke naam van de soort werd in 1916 gepubliceerd door Hubert Lyman Clark.